# Erythrodiplax media
Erythrodiplax media – gatunek ważki z rodziny ważkowatych (Libellulidae). Występuje na terenie Ameryki Południowej.